# Лубук
Лубук, также Большой Лубук, Лубук-Бесар (индон. Lubuk Besar) — район в Индонезии, в провинции Банка-Белитунг, в округе Центральная Банка. Население — 26 535 чел. (2010).

## География и климат
Лубук расположен в восточной части острова Банка. Ближайший город — Коба.
Климат в Лубуке очень тёплый и влажный.

## Административное деление и население
В состав кечаматана (района) входит ряд населённых пунктов:
- Лубук-Бесар
- Лубук-Пабрик
- Лубук-Линкук
- Бату-Берига
- Перлан
- Кулур
- Белимбин
- Трубус
- Кулур-Илир

Общая численность населения Лубука составляет 26 535 человек.

## Экономика
Основным сектором промышленности района является добыча олова. Помимо этого, развиты морское рыболовство, сельское хозяйство (плантации, животноводство), есть туристический потенциал. 